# Paul Apel (Schriftsteller)
Paul Apel (geboren am 2. August 1872 in Berlin; gestorben am 9. Oktober 1946 ebenda) war ein deutscher Dramatiker und Verfasser philosophisch-lebenskundlicher Schriften.

## Leben
Apel war der Sohn von Max Apel, Lehrer am Kadettenhaus in Berlin. Nach dem Besuch des Falk-Realgymnasiums studierte er an der Berliner Universität Philosophie, Mathematik und Physik und arbeitete dann als Schauspieler und freier Schriftsteller, musste sich aber nach einer Erkrankung 1907 mehrere Jahre in Davos und Wolfgang im schweizerischen Graubünden einer Behandlung unterziehen.
Mit seinem neuromantischen Traumspiel Hans Sonnenstoßers Höllenfahrt erzielte er 1911 einen Bühnenerfolg, für den er mit dem Bauernfeld-Preis ausgezeichnet wurde.
1946 starb er, als er sich aus einem Fenster im 4. Stock der Entnazifizierungskommisson stürzte.
Er war Mitglied des Reichsverbandes Deutscher Schriftsteller.

## Auszeichnungen
- 1911 Bauernfeld-Preis
- 1914 Johannes-Fastenrath-Preis der Kölner Blumenspiele
- 1914 Ehrengabe der Deutschen Schillerstiftung

## Werke
- Die Mörickes. Drama. 1903.
- Geist und Materie. Allgemeinverständliche Einführung in die Philosophie. Skopnik, Berlin 1904.
- Der Materialismus. Allgemeinverständliche Einführung in die Probleme der Philosophie. Skopnik, Berlin 1906.
- Ich und das All. Skopnik, Berlin 1907 (Bd. 2 von Geist und Materie).
- Wie adeln wir unsere Seele? Briefe. Skopnik, Berlin 1907.
- Die Macht der Seele. Eine Laienpredigt an alle Denkenden. Skopnik, Berlin 1908.
- Liebe. Tragikomische Groteske. Oesterheld, Berlin 1908.
- Johannes Cantor. Drama. 1908.
- Das innere Glück. Nachdenkliche Plaudereien. Skopnik, Berlin 1909 (umgearbeitete Fassung von Wie adeln wir unsere Seele?)
- Die Überwindung des Materialismus. Skopnik, Berlin 1909. 2. Aufl. 1921.
- Hans Sonnenstoßers Höllenfahrt. Heiteres Traumspiel. Drama. 1911.
- Gertrud Germeilen. Trauerspiel des Herzens. Drama. Oesterheld, Berlin 1913.
- Der Häuptling. Satirspiel in drei Akten. Oesterheld, Berlin 1917.
- Hansjörgs Erwachen. Drama. Oesterheld, Berlin 1918.
- Der goldene Dolch. Ein Schauspiel : nach einem altjapanischen Motiv. Die Drehbühne, Berlin 1940.
- Zwei Spiele. Andermann, Wien 1944 (enthält Hans Sonnestössers Höllenfahrt und Der goldne Dolch).